# Hebecnema
Hebecnema is een geslacht van insecten uit de familie van de echte vliegen (Muscidae), die tot de orde tweevleugeligen (Diptera) behoort.

## Soorten
- H. anthracina Stein, 1908
- H. fulva (Bigot, 1885)
- H. fumosa (Meigen, 1826)
- H. nigra (Robineau-Desvoidy, 1830)
- H. nigricolor (Fallén, 1825)
- H. umbratica (Meigen, 1826)
- H. vespertina (Fallén, 1823)